# Протезування трикуспідального клапана
Протезува́ння трикуспіда́льного кла́пана (англ. Tricuspid valve replacement) — кардіохірургічна операція на трикуспідальному клапані серця із заміною його на механічний або біологічний протез (штучний клапан), що направлена на відновлення функцій трикуспідального клапана, які порушені внаслідок захворювань, вроджених вад розвитку та травм трикуспідального клапана.